# John Macallan Swan

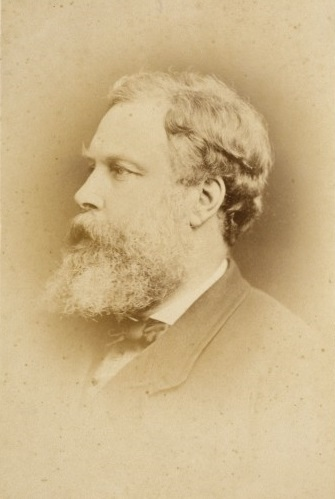
John Macallan Swan, vor 1873

John Macallan Swan (* 9. Dezember 1846 in Old Brentford, Middlesex, England; † 14. Februar 1910 auf der Isle of Wight) war ein englischer Maler und Bildhauer. Er wurde vor allem für seine Darstellungen von Wildtieren, insbesondere Großkatzen, bekannt.

## Leben
John Macallan Swan wurde 1846 in Old Brentford, Middlesex, geboren. Er begann seine künstlerische Ausbildung an der Worcester School of Art, setzte sie an der Lambeth School of Art unter William Silver Frith fort und studierte ab 1872 an den Royal Academy Schools in London. 1874 zog er nach Paris, wo er bei Jean-Léon Gérôme und dem Tierbildhauer Emmanuel Frémiet arbeitete. Letzterer ermutigte ihn, Tiere im Jardin des Plantes zu beobachten und zu zeichnen. Ab 1878 stellte Swan seine Werke an der Royal Academy aus. 1884 heiratete er die Künstlerin Mary Rankin in Irland. Das Paar hatte zwei Kinder, darunter die Bildhauerin Mary Alice Swan. 1894 wurde er zum Associate der Royal Academy gewählt und 1905 schließlich zum Vollmitglied. Er war außerdem Mitglied der Dutch Water-Colour Society (ab 1885) sowie der Royal Society of Painters in Water Colours (Associate ab 1896, Vollmitglied ab 1899). Bei der Pariser Weltausstellung im Jahr 1900 erhielt er Goldmedaillen für Malerei und Skulptur. Er verstarb am 14. Februar 1910 auf der Isle of Wight.

## Werk

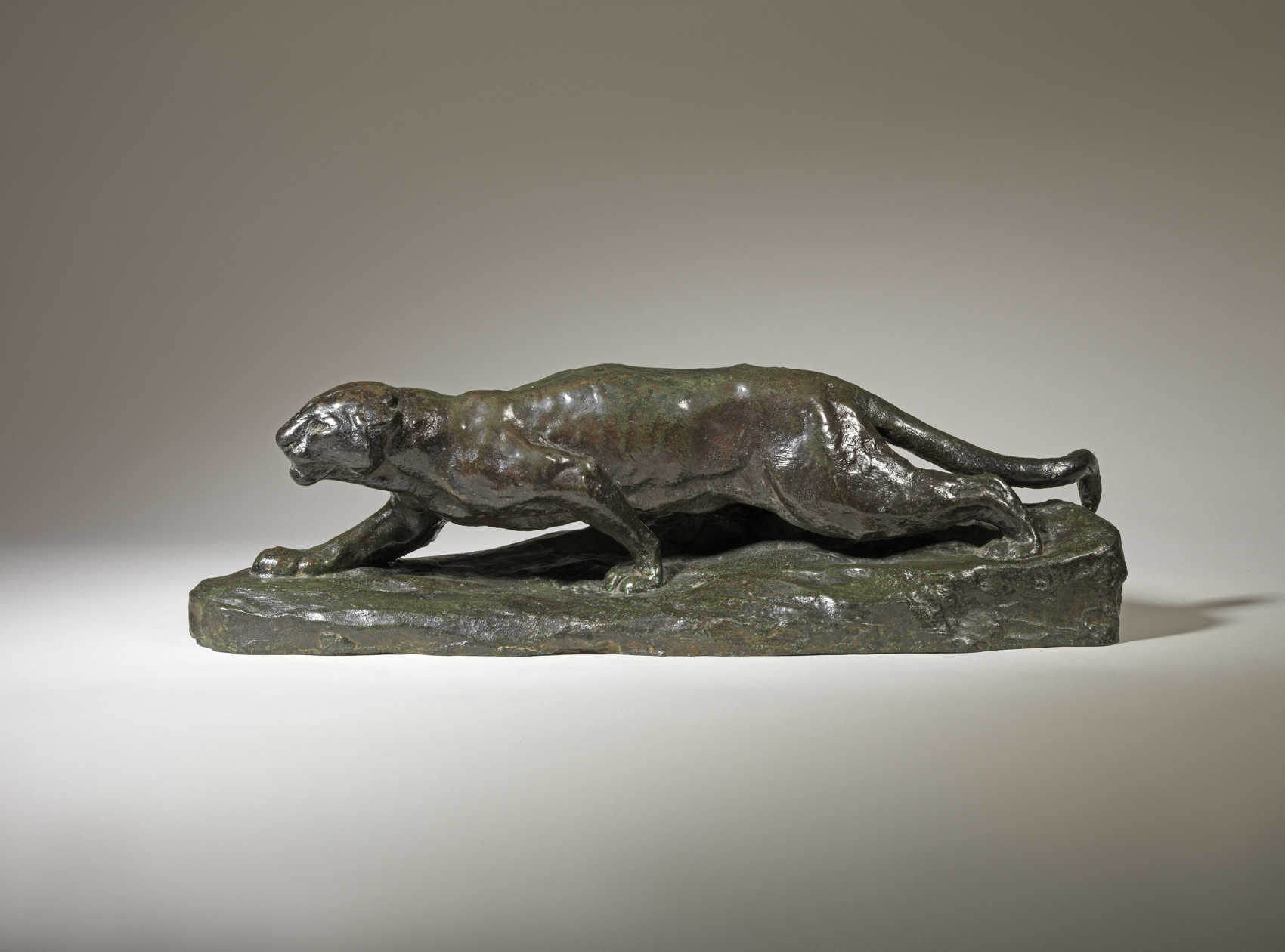
John Macallan Swan: Panther auf der Pirsch, um 1880

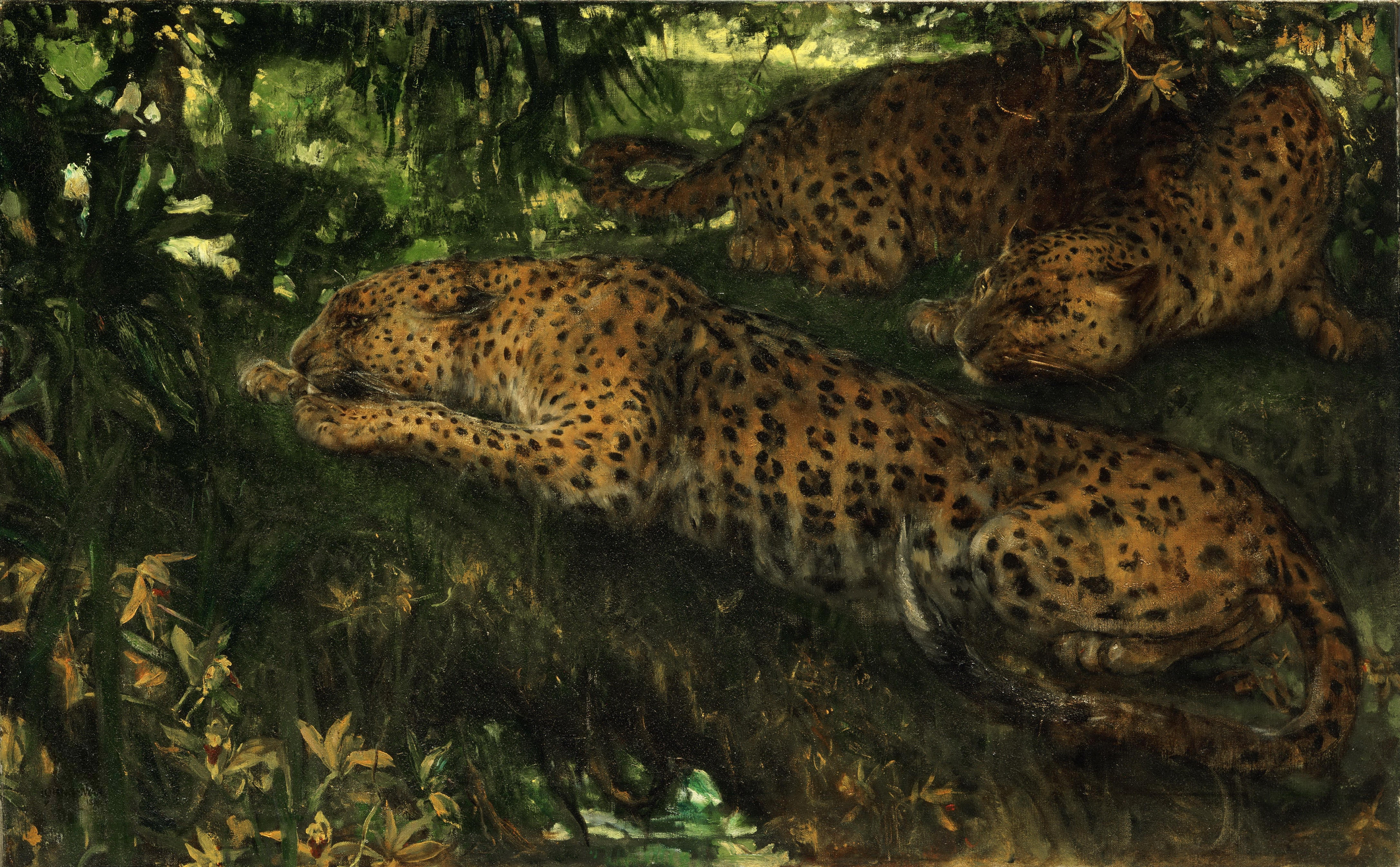
John Macallan Swan: In Ambush, 1894. Philadelphia Museum of Art

John Macallan Swan war ein vielseitiger Künstler. Seine Gemälde zeichnen sich durch eine kraftvolle und zugleich einfühlsame Darstellung von Tieren aus. Besonders bekannt ist er für seine Darstellungen von Großkatzen wie Löwen, Tigern und Jaguaren. Sein bekanntestes Gemälde, The Prodigal Son, wurde 1889 für die Chantrey Collection erworben und ist heute in der Tate Britain zu sehen. Zu seinen bedeutenden Skulpturen zählen The Jaguar Puma and Macaw Wounded Leopard und Leopard Running. Ein herausragendes Beispiel seiner öffentlichen Kunst ist das Rhodes Memorial in Kapstadt, Südafrika, für das er acht bronzene Löwen und eine Büste von Cecil Rhodes schuf.